# Muara Payang (Seginim)
Muara Payang is een bestuurslaag in het regentschap Bengkulu Selatan van de provincie Bengkulu, Indonesië. Muara Payang telt 823 inwoners (volkstelling 2010).